# Parque nacional Península de Paria
El Parque Nacional Península de Paria es un parque nacional ubicado en el extremo oriental del estado Sucre, en los municipios Arismendi, Mariño y Valdez de Venezuela. Fue declarado como tal mediante decreto, el 12 de diciembre de 1978, publicado en la Gaceta Oficial No 2417 del 7 de marzo de 1979. El propósito de su creación fue proteger la curiosa zona montañosa de la Península de Paria, cuya flora y fauna son características de la selva amazónica y la Guayana venezolana.
El parque está abierto al excursionismo y la recreación al aire libre, e incluye paisajes tanto costeros como montañosos, en los que se registran las zonas más altas de la península: Cerro El Patao (1070 m s. n. m.) y Cerro Humo (1371 m s. n. m.). 

## Características
Según el decreto de creación, el parque ocupa la zona montañosa de la península de Paria comprendida entre Boca de Cumaná y el Promontorio de Paria, incluyendo la Isla de Patos, La Isleta y otros islotes hacia el estrecho de la Boca del Dragón. Su superficie es 89 244 hectáreas y su altura oscila entre los 0 y los 1371 m s. n. m. El clima es cálido y lluvioso, con una temperatura media anual entre 15 °C y 26 °C, y un largo periodo de lluvias entre mayo y noviembre en el que se precipitan entre 1000 y 1500 mm al año. 

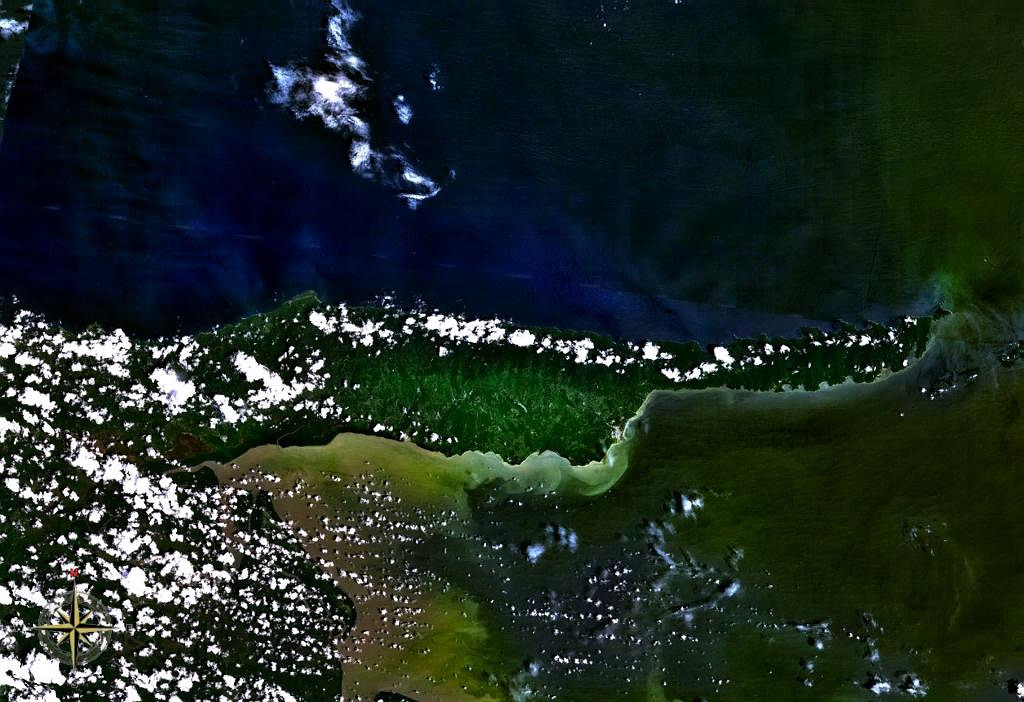
Vista satelital de la Península de Paria.

El parque forma una franja estrecha en el centro y a lo largo de la península de Paria, y es atravesado de este a oeste por la Serranía de Paria. En el sur se ubican la mayoría de las poblaciones de la península, incluyendo algunas que hasta hace poco tiempo solo podían visitarse por vía marítima, como Macuro. En el norte limita con el Mar Caribe, ofreciendo varios balnearios y zonas esparcimiento como la Ensenada de Mejillones. A diferencia del lado sur, en el norte las montañas tienden a caer directamente en el mar, razón por la cual no existen tantos centros poblados.
Se puede llegar al parque tanto por carretera como por mar, pero no existe señalización sobre los senderos o rutas de acceso una vez que se llega a él. Sin embargo, existe una oficina de Inparques que sirve de centro de atención a los visitantes, y varios puestos de guardaparques en poblaciones como Las Melenas, El Mango y Macuro.
En cuanto a las actividades que pueden realizarse en el parque, estas son reguladas por el Reglamento de la Ley Orgánica para la Ordenación del Territorio sobre Administración y Manejo de Parques Nacionales y Monumentos, esto por carecer de un reglamento propio. 

## Biodiversidad

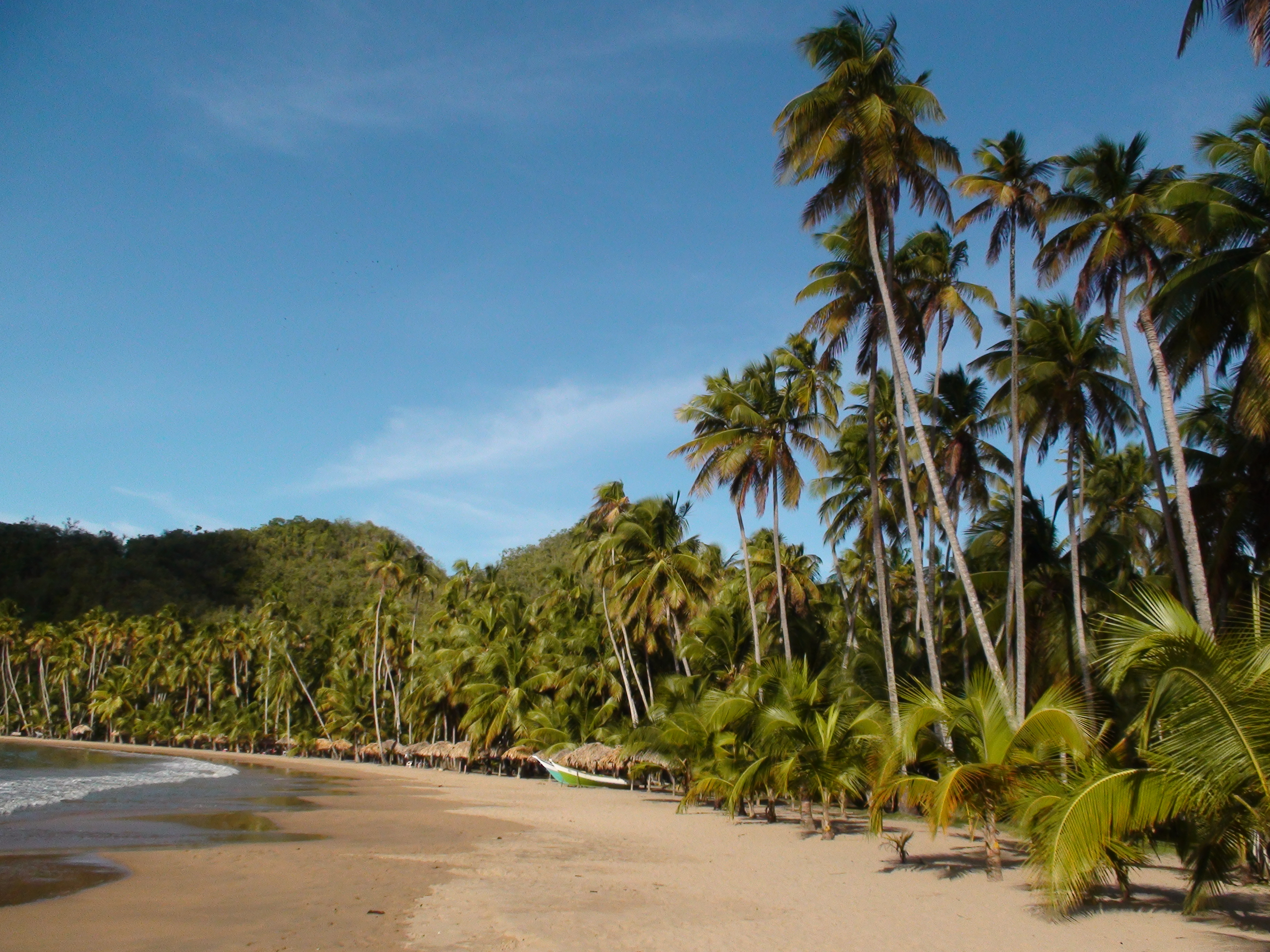
Palmeras de Playa Medina.

### Flora
En cuanto a la flora, el bosque nublado del parque es variado, presenta características comunes con Guayana y la Isla de Trinidad, además de tener un alto nivel endemismo con 29 especies exclusivas. Entre estas especies endémicas se encuentran: las orquídeas Epidendrum dunstervilleorum y Lephanthes pariensis, la palmera Aristeyera ramosa, varias rubiáceas Ixora agustiniana y Psychotria pariensis, la ciclantácea Asplundia pariensis, la bromelia Guzmania membranacea y el helecho arborescente Trichipteris steyermarkii. También se encuentran especies amazónicas en las cumbres como el arbusto Platycentrum clidemioides, la orquídea Scaphyglottis grandiflora y Peperomia tyleri, y la Rosa.

### Fauna

#### Aves
La fauna también es variada y abundante, y en ella se ha reportado la presencia de 359 especies de aves (27% del total de aves del país). Este alto nivel de endemismo se debe a la separación de las montañas de la península de Paria de las del resto del país, lo que ha favorecido la aparición de aves endémicas. Esta situación ha llevado a que el parque y la región adyacente de Caripe se les considere una zona importante de endemismo de aves a nivel mundial.
De las aves que habitan el parque, las más llamativas son los colibríes o tucusitos, de las que hay 33 de las 97 especies del país. Entre las especies endémicas de Paria, están el colibrí tijereta (Hylonympha macrocerca) y la candelita de Paria (Myioborus pariae). También hay especies endémicas pero de todo el país, como el colibrí ala de sable verde (Campylopterus ensipennis), la diglosa negra (Diglossa venezuelensis), la chirica (Nannopsittaca panychlora), el fafao gargantiblanco (Premnoplex tatei), la granicera hermosa (Pripeola formosa), el colibrí esmeralda coliverde (Chlrostilbon alice), la amazilia bronceada azul (Amazilia tobaci) y el tucusito garganta rosa (Chaetocercus jourdanii).[cita requerida]
Otras aves comunes en el parque son los trogones y quetzales (Trogonidade), los hormigueros (Thamnophilidae), los atrapamoscas (Tyrannidae), las paraulatas (Turdidade), las reinitas y candelitas (Parulidae) y las tángaras (Thraupidae). En las costas, se encuentran pelícanos (Pelecanus occidentalis) y la boba marrón (Sula leucogaster).
De estas especies, al menos tres se encuentran en peligro de extinción: la candelita de Paria, la diglosa negra y el fafao gargantiblanco.

#### Mamíferos
Entre los mamíferos, destacan diversas especies que son compartidas con Guayana, como las perezas de dos y tres dedos (Choloepus didactylus y Bradypus tridactylus) y el oso hormiguero enano (Cyclopes didactylus). Otras especies son: el osito melero (Tamandua tetradactyla), el cachicamo (Dasypus novemcintus), el mono araguato (Alouatta seniculus), el mono capuchino (Cebus olivaceus), el báquiro de collar (Tayassu tayacu) y los venados matacán y caramerudo (Mazama americana y Odocoileus virginianus). Entre los animales nocturnos están: la lapa (Agouti paca), el picure (Dasyprocta leporina), la rata casigua (Proechymis trinitatis), la rata montañera (Oryzomis capito), el murciélago lanceolado mayor (Phyllostomus hastatus) y el murciélago narizón (Rynchonycteris naso). Entre los felinos se encuentran: la onza (Herpailurus yagouaroundi), el cunaguaro (Leopardus pardalis) y el jaguar (Panthera onca). Además, en las costas se encuentran cetáceos como el delfín negro (Sotalia fluviatilis), la ballena jorobada (Megaptera novaeangliae) y el cachalote (Physeter catodon).

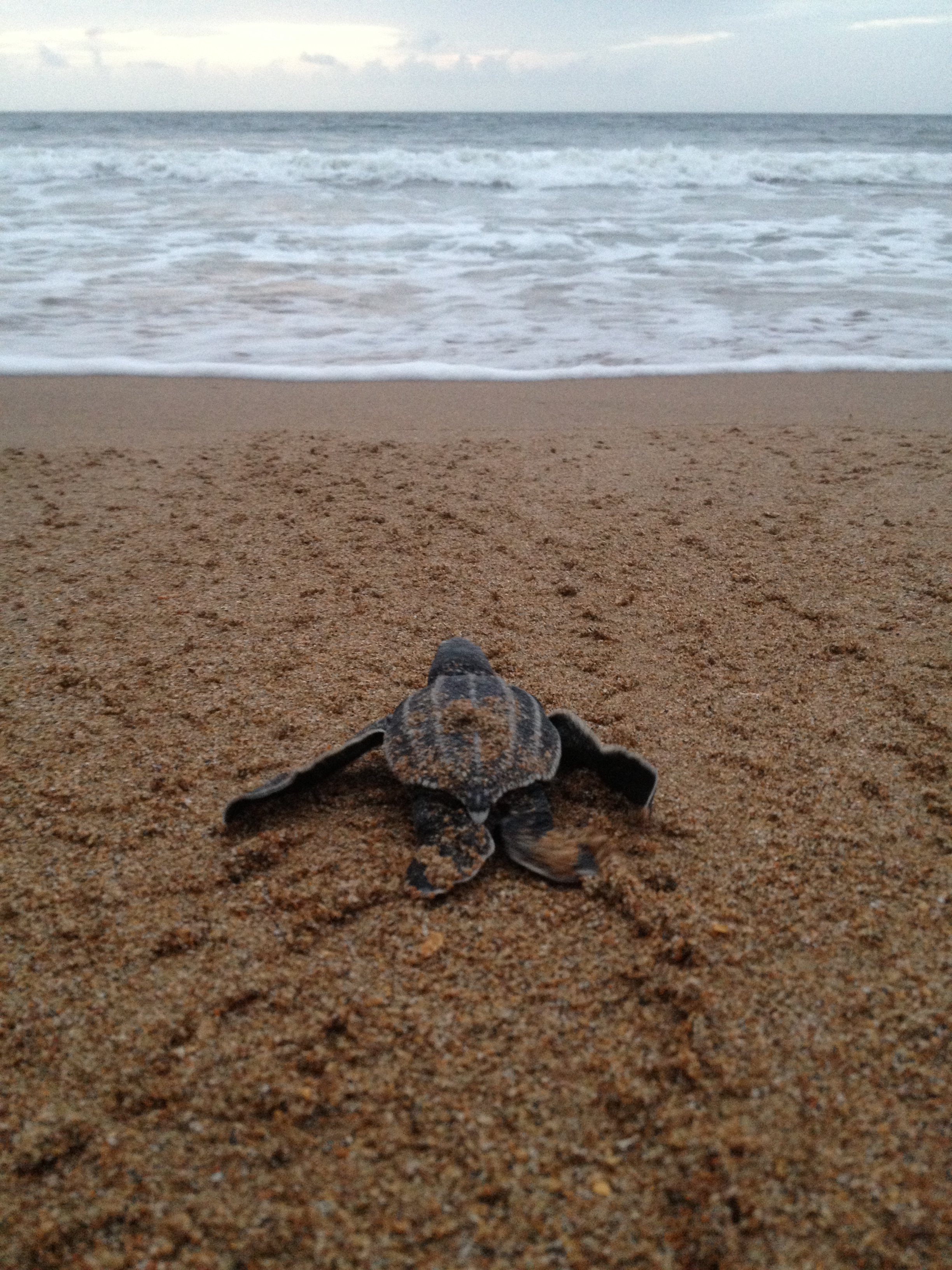
Primer aleteo de una tortuga cardón en Playa Querepare.

#### Anfibios
En cuanto a los anfibios, se han reportado unas 40 especies, alrededor del 20 por ciento de las 275 reportadas en Venezuela. Tres de estas especies son endémicas: la ranita de cristal de Castroviejo (Cochranella castroviejoi), la ranita de cristal de Paria (Cochranella vozmedianoi) y el sapito acorallado de Rivero (Mannophryne riveroi). De reptiles se han encontrado unas 63 especies, 20 por ciento de las del país, e incluyen al tuqueque (Gonatodes ceciliae), a la víbora (Bachia heterotopa) y a la culebra cazadora (Mastygodryas amarali).
Las playas cercanas al parque son el principal sitio de anidación de cinco especies de tortugas marinas: la tortuga verde (Chelonia midas), la tortuga de carey (Eretmochelys imbricata), la guaraguá (Lepidochelys olivacea) y la tortuga cardón (Dermochelys coriacea), así como del caimán de la costa, todos los cuales se encuentran amenazados de extinción.